# Yomiuri Junior Football Club
Lo Yomiuri Junior Football Club (読売サッカークラブ・ジュニオール?) è stata una società calcistica giapponese con sede a Tokyo, attiva tra il 1980 e il 1992.

## Storia
Il club fu fondato nel 1980 dallo Yomiuri Shimbun come società satellite della squadra calcistica affiliata alla omonima holding editoriale. Nel corso dei dodici anni di attività, la squadra giocò prevalentemente nelle leghe prefetturali (ad eccezione delle stagioni 1990-91 e 1991-92, in cui militò nella seconda divisione della Japan Soccer League) occupandosi della formazione e dell'inserimento in prima squadra dei giocatori provenienti dal vivaio. In concomitanza con l'avvento della J. League come massimo livello del calcio giapponese, lo Yomiuri Shimbun chiuse la società integrando gran parte dei giocatori nella prima squadra del neocostituito Verdy Kawasaki.

## Strutture

### Stadio
La squadra ha giocato le gare interne nel Nishigaoka Soccer Stadium di Tokyo spostandosi, in occasione della promozione in Japan Soccer League, al Todoroki Athletics Stadium di Kawasaki.

## Allenatori e presidenti
- 1980-1981  Ryōichi Aikawa[1]
- 1981-1982  Kenji Yuasa
- 1983-1985  Takuro Okuda
- 1986  Takekazu Suzuki
- 1987  Yukitaka Omi
- 1988-1992  Ryosuke Ofuchi

## Palmarès
- Campionati regionali giapponesi di calcio: 1

1989

## Statistiche e record

### Partecipazione ai campionati
| Livello | Categoria                       | Partecipazioni | Debutto | Ultima stagione |
| ------- | ------------------------------- | -------------- | ------- | --------------- |
| 2º      | Japan Soccer League Division 2  | 2              | 1990-91 | 1991-92         |
| 3º      | Campionati regionali (Kanto)    | 2              | 1988    | 1989            |
| 4º      | Campionati prefetturali (Kyubu) | 7              | 1980    | 1987            |